# Neunimptsch
Neunimptsch ist eine ehemalige Gutsarbeitersiedlung zwischen den Dresdner Stadtteilen Roßthal und Gorbitz. 

## Geschichte
Der Roßthaler Gutsherr Günther Carl Albrecht von Nimptsch, Sohn des Kammerherrn Carl Siegismund von Nimptsch, ließ 1785 bis 1794 auf der Flur der Wüstung Beerhut einfache Gutsarbeiterhäuser errichten. Diese sogenannten Drescherhäuser wurden mit den nahe der Pesterwitzer Flur stehenden Roten Häusern und Jägerhäusern zu einer selbständigen Gemeinde vereinigt. Diese Gemeinde unterstand Nimptschs Gut Roßthal und wurde nach ihrem Gründer benannt. Die Häusler von Neunimptsch bewirtschafteten das Gut von Schloss Roßthal.
1856: Neunimptsch wird auch sehr häufig „der Kukuk“ oder „Juchhe“ genannt.
Die Rote Schmiede an der Saalhausener Straße hatte bis zum Jahr 1890 Schankrecht. Am 1. April 1918 wurde Neunimptsch mit Roßthal zur Gemeinde Roßthal vereinigt. Diese Gemeinde wurde im Jahr 1923 nach Dölzschen eingemeindet.

## Erinnerung
An die Wüstung Beerhut und die Siedlung Neunimptsch erinnern heute die Dresdner Straßennamen „Beerenhut“ und „Neunimptscher Straße“.